# Šajkaš
Šajkaš (izvirno srbsko Шајкаш) je naselje v Srbiji, ki upravno spada pod Občino Titel; slednja pa je del Južnobačkega upravnega okraja.

## Demografija
V naselju živi 3437 polnoletnih prebivalcev, pri čemer je njihova povprečna starost 36,6 let (35,2 pri moških in 38,0 pri ženskah). Naselje ima 1264 gospodinjstev, pri čemer je povprečno število članov na gospodinjstvo 3,60.
To naselje je, glede na rezultate popisa iz leta 2002, večinoma srbsko, a v času zadnjih 3 popisov je opazen porast števila prebivalcev.
|  |

| Demografija | Demografija     | Demografija     |
| Leto        | Št. prebivalcev | Št. prebivalcev |
| ----------- | --------------- | --------------- |
|             |                 |                 |
|             |                 |                 |
|             |                 |                 |
|             |                 |                 |
| 1948        | 2237            |                 |
| 1953        | 2391            |                 |
| 1961        | 2825            |                 |
| 1971        | 2987            |                 |
| 1981        | 3541            |                 |
| 1991        | 3828            | 3721            |
| 2002        | 4848            | 4550            |
|             |                 |                 |

| Etnična sestava po popisu iz leta 2002 | Etnična sestava po popisu iz leta 2002 | Etnična sestava po popisu iz leta 2002 | Etnična sestava po popisu iz leta 2002 | Etnična sestava po popisu iz leta 2002 |
| -------------------------------------- | -------------------------------------- | -------------------------------------- | -------------------------------------- | -------------------------------------- |
| Srbi                                   | Srbi                                   |                                        | 4.362                                  | 95,86%                                 |
| Romi                                   | Romi                                   |                                        | 64                                     | 1,40%                                  |
| Hrvati                                 | Hrvati                                 |                                        | 21                                     | 0,46%                                  |
| Madžari                                | Madžari                                |                                        | 18                                     | 0,39%                                  |
| Jugoslovani                            | Jugoslovani                            |                                        | 12                                     | 0,26%                                  |
| Rusini                                 | Rusini                                 |                                        | 7                                      | 0,15%                                  |
| Črnogorci                              | Črnogorci                              |                                        | 4                                      | 0,08%                                  |
| Makedonci                              | Makedonci                              |                                        | 4                                      | 0,08%                                  |
| Slovaki                                | Slovaki                                |                                        | 2                                      | 0,04%                                  |
| Romuni                                 | Romuni                                 |                                        | 1                                      | 0,02%                                  |
| Muslimani                              | Muslimani                              |                                        | 1                                      | 0,02%                                  |
| Neznano                                | Neznano                                |                                        | 36                                     | 0,79%                                  |